# He Said She Said
He Said She Said là đĩa đơn thứ 2 trích từ Album Headstrong của ca sĩ Ashley Tisdale. Bài hát này được viết bởi  J. R. Rotem (Britney Spears, Destiny's Child, Rihanna), Evan "Kidd" Bogart (Rihanna), và Ryan "Alias" Tedder (Jennifer Lopez) với đội ngũ hùng hậu thế nên việc He Said She Said leo hạng nhanh như chớp tại các bảng xếp hạng là quá rõ. Video bài này được ra mắt ngày 17 tháng 9 ở Mỹ. Và đem lại tiếng tăm cho Ashley.